# Ковалёво (Московская область)
Ковалёво — деревня в Можайском районе Московской области в составе сельского поселения Бородинское. Численность постоянного населения по Всероссийской переписи 2010 года — 15 человек. До 2006 года Ковалёво входило в состав Бородинского сельского округа.
Деревня расположена в северо-западной части района, примерно в 13 км к северо-западу от Можайска, на западном берегу Можайского водохранилища, высота центра над уровнем моря 197 м. Ближайшие населённые пункты — Левашово на северо-запад и Старое Село на юго-восток. У окраины деревни проходит региональная автодорога 46Н-05489 Бородино — Бабынино.